# Lübecker Hafengesellschaft
Die Lübecker Hafen-Gesellschaft mbH (LHG) betreibt im Lübecker Hafen die öffentlichen Häfen in der Hansestadt Lübeck und ist Deutschlands größte RoRo-Hafenbetreiberin an der Ostsee. Die LHG ist Mitglied im Port of Lübeck. 

## Geschäftszahlen
Die am 31. Dezember 1934 gegründete LHG gehört inzwischen wieder zu 100 % der Hansestadt Lübeck. Zwischenzeitlich gab es einen Gesellschafter, der zuletzt 37,5 % der Anteile hielt, RREEF Pan-European Infrastructure Two LUX S.à r.l., eine Finanzgesellschaft der Deutschen Bank. Im November 2021 beschloss die Lübecker Bürgerschaft, diese Anteile zurückzukaufen.
Die LHG beschäftigt rund 700 Mitarbeiter. Geschäftsführer sind Sebastian Jürgens und Ortwin Harms; Aufsichtsratsvorsitzender ist Axel Flasbarth.
Der Güterumschlag belief sich im Jahr 2023 auf 21,3 Millionen Tonnen (t). Außerdem nutzten 500.000 Passagiere die Angebote der Reedereien auf den Routen zwischen Lübeck und Schweden, Finnland und den Baltischen Staaten.
2017 wurden rund 21,8 Mio. t Güter umgeschlagen, (2016: 20,9 Mio. t 2015: 22 Mio. t, 2014: 23,3 Mio. t, 2008: 28,5 Mio. t). 
Die Zahl der umgeschlagenen Lkw- und Trailer-Einheiten lag 2017 bei 716.000 (2014: 711.300), außerdem wurden knapp 70.000 Neu- und Gebrauchtfahrzeuge umgeschlagen. Im Jahr 2016 gab es in den Anlagen der LHG etwa 424.000 Passagiere im Fähr- und Kreuzfahrtverkehr.

## Häfen
Auf beiden Seiten der Trave befinden sich insgesamt sechs Terminals:
- Terminal Konstinkai (südlicher Teil verkauft an H. & J. Brüggen)
- Terminal Nordlandkai
- Terminal Schlutup
- Terminal Seelandkai
- Terminal Skandinavienkai in Lübeck-Travemünde
- Terminal Ostpreußenkai in Lübeck-Travemünde für Kreuzfahrtschiffe

## Tochtergesellschaften
Tochterunternehmen und Beteiligungen der Lübecker Hafen-Gesellschaft sind:
- Baltic Rail Gate (BRG), KV-Terminal am Skandinavienkai, 2020 wurden hier 112.700 Trailer und Container umgeschlagen, 2017 waren es rund 88.500[10], 2016 74.500[11].
- European Cargo Logistics GmbH (ECL), Logistik-Service, insbesondere für Papier und Forstprodukte, und Organisation intermodaler Verkehre in Lübeck
- LHG-Service Gesellschaft GmbH
- Lübeck Distribution Gesellschaft (LDG)
- Nordic Rail Service GmbH (NRS)
- Gleisinstandhaltung Lübeck GmbH (GIG)

## Mitgliedschaften
- Zentralverband der deutschen Seehafenbetriebe e. V.[12]